# Пиле с ориз
Пиле с ориз е ястие от традиционната българска кухня, популярно в цяла България. Едно от най-вкусните и предпочитани основни ястия.

## Приготвяне
Приготвя се от нарязано пилешко месо, ориз, лук, сол, олио, бульон, подправки. Месото се сварява и се смесва с измития ориз и запържения лук. Долива се пилешки или зеленчуков бульон, след което се запича във фурна, докато оризът поеме водата. 